# آني ماك (دي جي)
آني ماكمانوس (Annie MacManus) (بالإنجليزية: Annie Mac)‏ من مواليد 18 يونيو 1978.هي دي جي و مقدمة تلفزيونية إرلندية علي راديو BBC.

## روابط خارجية
- آني ماك على موقع ميوزك برينز (الإنجليزية)
- آني ماك على موقع أول ميوزيك (الإنجليزية)
- آني ماك على موقع ديسكوغز (الإنجليزية)